# Calommata pichoni
Espèce
Calommata pichoni est une espèce d'araignées mygalomorphes de la famille des Atypidae.

## Distribution
Cette espèce est endémique du Zhejiang en Chine,.

## Publication originale
- Schenkel, 1963 : Ostasiatische Spinnen aus dem Muséum d'Histoire naturelle de Paris. Mémoires du Muséum national d'Histoire naturelle, Paris (A, Zoologie), vol. 25, p. 1-481.